# Municipio de Minnewaska
El municipio de Minnewaska (en inglés: Minnewaska Township) es un municipio ubicado en el condado de Pope en el estado estadounidense de Minnesota. En el año 2010 tenía una población de 500 habitantes y una densidad poblacional de 7,6 personas por km².

## Geografía
El municipio de Minnewaska se encuentra ubicado en las coordenadas 45°38′35″N 95°27′54″O / 45.64306, -95.46500. Según la Oficina del Censo de los Estados Unidos, el municipio tiene una superficie total de 65.81 km², de la cual 32,87 km² corresponden a tierra firme y (50,05 %) 32,93 km² es agua.

## Demografía
Según el censo de 2010, había 500 personas residiendo en el municipio de Minnewaska. La densidad de población era de 7,6 hab./km². De los 500 habitantes, el municipio de Minnewaska estaba compuesto por el 99,8 % blancos y el 0,2 % eran de una mezcla de razas. Del total de la población el 0,2 % eran hispanos o latinos de cualquier raza.